# Natalia Wosztyl
Natalia Wosztyl (* 29. August 1999) ist eine polnische Leichtathletin, die im Sprint sowie im Hürdenlauf an den Start geht.

## Sportliche Laufbahn
Erste Erfahrungen bei internationalen Meisterschaften sammelte Natalia Wosztyl bei den 2016 erstmals ausgetragenen Jugendeuropameisterschaften in Tiflis, bei denen sie in 60,69 s den siebten Platz im 400-Meter-Hürdenlauf belegte. Im Jahr darauf gelangte sie bei den U20-Europameisterschaften in Grosseto mit 58,40 s auf den sechsten Platz und belegte mit der polnischen 4-mal-400-Meter-Staffel in 3:34,48 min den vierten Platz. 2018 belegte sie bei den U20-Weltmeisterschaften in Tampere in 58,17 s den sechsten Platz im Hürdenlauf und verpasste mit der Staffel mit 3:38,23 min den Finaleinzug. Im Jahr darauf wurde sie bei den U23-Europameisterschaften in Gävle in 59,69 s Achte über die Hürden und siegte in 3:32,56 min im Staffelbewerb. 2021 schied sie bei den U20-Europameisterschaften in Tallinn mit 58,28 s im Halbfinale aus und sicherte sich mit der Staffel in 3:30,38 min die Bronzemedaille hinter den Teams aus Tschechien und Frankreich. 2023 schied sie bei den World University Games in Chengdu mit 58,02 s im Semifinale über 400 m Hürden aus und verhalf der Staffel zum Finaleinzug und trug somit zum Gewinn der Goldmedaille bei.
2023 wurde Bartnowska polnische Meisterin in der 4-mal-100-Meter-Staffel.

## Persönliche Bestleistungen
- 400 Meter: 53,12 s, 5. Juni 2021 in Piaseczno
  - 400 Meter (Halle): 53,95 s, 29. Februar 2020 in Toruń
- 400 m Hürden: 57,08 s, 25. Juli 2021 in Suwałki